# 6000 United Nations
A 6000 United Nations (ideiglenes jelöléssel 1987 UN) a Naprendszer kisbolygóövében található aszteroida. Poul Jensen fedezte fel 1987. október 27-én.